# Chiesa di San Vito (Avigliano)
La chiesa di San Vito è una chiesa di Avigliano

## Storia
I primi accenni storici della sua esistenza risalgono al XVII secolo, venne ristrutturata più volte nel corso dei secoli, l'ultima nel 1965.

## Descrizione
Caratterizzata da un'unica navata, al suo interno si ritrovano diverse opere:
- Statua di san Vito
- Statua di san Modesto
- Statua di santa Crescenza

Inoltre si mostrano particolari quadri:
- Madonna in gloria tra i santi del 1776
- Sacra Famiglia con san Lorenzo e san Rocco risalente al 1645.

L'altare stesso risale al XVIII secolo.